# Hrastovec Toplički
Hrastovec Toplički falu Horvátországban, Varasd megyében. Közigazgatásilag Varasdfürdőhöz tartozik.

## Fekvése
Varasdtól 14 km-re délkeletre, községközpontjától 2 km-re délnyugatra, a Bednja bal partján az A4-es autópálya mellett fekszik.

## Története
1857-ben 218, 1910-ben 248 lakosa volt. 
1920-ig  Varasd vármegye Novi Marofi járásához tartozott, majd a Szerb-Horvát Királyság része lett. 2001-ben a falunak 62 háza és 207 lakosa volt.